# Haïrenik (1870-1910)
Haïrenik (arménien : Հայրենիք, littéralement « Patrie ») est un journal en langue arménienne fondé en 1870 à Constantinople (Empire ottoman) et publié jusqu'en 1910.